# The Runaway Engine
The Runaway Engine è un cortometraggio muto del 1911. Il nome del regista non viene riportato nei titoli. Il film fu prodotto dalla Kalem Company e interpretato da Alice Joyce e da William Clarence Rowe.

## Trama
Figlia di un ingegnere delle ferrovie, Grace lavora come telegrafista. Dopo essere stata salvata dall'aggressione di due vagabondi da quello che lei crede un operaio della ferrovia, si innamora di lui. Allan, il suo salvatore, è in realtà il figlio del presidente della ferrovia e lavora come un semplice operaio perché ha voluto cominciare dalla gavetta. La coppia, che vuole sposarsi, chiede la benedizione a Peters, telegrafandogli la notizia, ma l'uomo si oppone a quelle nozze. Anzi, prende un treno per raggiungere il figlio, a cui vuole impedire qualsiasi colpo di testa.
A Grace, sul posto di lavoro, arriva la notizia che una locomotiva senza guida sta correndo sui binari dove è previsto l'arrivo del treno su cui si trova Peters. La ragazza corre a cercare suo padre, senza riuscire a trovarlo. L'unico modo per salvare il treno è quello di fermare in qualsiasi modo la locomotiva impazzita e Grace, salita su un altro treno, le si lancia contro, saltando giù dal treno appena un momento prima dello schianto. Peters, dopo essere sceso dal treno, soccorre la ragazza salva ma un po' malconcia. Ammirato per il suo coraggio, ritira qualsiasi obiezione sulle nozze del figlio.

## Produzione
Il film fu prodotto dalla Kalem Company.

## Distribuzione
Distribuito dalla General Film Company, il film - un cortometraggio in una bobina  - uscì nelle sale il 6 gennaio 1911.